# علی‌آباد گچی
 علی‌آباد گچی، روستایی از توابع دهستان موسی‌آبادِ بخش مرکزی شهرستان دهاقان در استان اصفهان ایران است.

## جمعیت
جمعیت این روستا براساس سرشماری مرکز آمار ایران در سال ۱۳۸۵، ۳۹۳ نفر (۱۲۵خانوار) بوده‌است. پنج سال بعد، این میزان جمعیت به 336 نفر تقلیل پیدا کرده است. در آخرین سرشماری انجام گرفته (1395) نیز این سکونتگاه با کاهش جمعیت روبرو بوده و دارای 284 نفر جمعیت (142 مرد و 142 زن) در قالب 107 خانوار می‌باشد.